# Johannes Neumann
Johannes Neumann (Leipzig, RDA, 5 de noviembre de 1985) es un deportista alemán que compitió en natación. Ganó una medalla de oro en el Campeonato Europeo de Natación en Piscina Corta de 2006, en la prueba de 4 × 50 m estilos

## Palmarés internacional
| Campeonato Europeo en Piscina Corta | Campeonato Europeo en Piscina Corta | Campeonato Europeo en Piscina Corta | Campeonato Europeo en Piscina Corta |
| Año                                 | Lugar                               | Medalla                             | Prueba                              |
| ----------------------------------- | ----------------------------------- | ----------------------------------- | ----------------------------------- |
| 2006                                | Helsinki (Finlandia)                | Medalla de oro                      | 4 × 50 m estilos                    |